# Josef Henrich

Josef Henrich

Josef Karl Ludwig Henrich (* 25. August 1879 in Abertham; † 17. Mai 1943 in Bregenz) war ein österreichischer Forstingenieur, Jagdausbilder und Autor.

## Leben
Josef Henrich wurde in Abertham im damaligen österreichischen Kronland Böhmen am 25. August 1879 als jüngstes von zwölf Kindern des Oberlehrers und Volksschulleiters Johann Henrich (Schönwald, Bezirk Joachimsthal, 11. Juli 1841 – Jokes, Gemeinde Wickwitz, Bezirk Joachimsthal, 18. September 1911) und seiner Frau Berta, geb. Heiser (Gottesgab, Bezirk Joachimsthal 15. März 1840 – Jokes 15. Februar 1912) geboren und am 27. August 1879 auf den Namen Josef Karl Ludwig Henrich getauft. Sein Großvater war der Viktualienhändler Franz Karl Henrich in Sankt Joachimsthal (Schönwald 27. September 1815 – Schönwald 9. November 1876).
Josef Henrich besuchte von 1885 bis 1891 die Volksschule und anschließend das Gymnasium in Kaaden, wo er 1899 maturierte. Als Bursche war er Mitglied der Freiwilligen Feuerwehr Abertham, die ihn 1917 zu ihrem Ehrenmitglied ernannte.  Der Familientradition seines Großvaters Franz Karl Henrich und seines Urgroßvaters Mathias Henrich (* 1779) folgend, wandte sich Josef Henrich dem Forstberuf zu und studierte in Wien an der Hochschule für Bodenkultur, an der er 1902 zum Forstingenieur graduiert wurde.

### Forstamtliche Karriere
Anschließend führte ihn seine berufliche Laufbahn zur Wildbach- und Lawinenverbauung Tirol-Vorarlberg mit dem Sitz in Innsbruck. Im September 1902 trat er als Hilfskraft bei der Gebietsbauleitung Dornbirn ein. Im Frühjahr 1903 wurde ihm die Bauführung in Bizau (Bregenzerwald), nach Ernennung zum Forstkommissär 1907 die Bauführung in Bludenz und 1912 die Bauleitung für ganz Vorarlberg übertragen. Parallel dazu wurde er in den Wintermonaten in der Zentrale in Innsbruck eingesetzt. In Anerkennung seiner großen Verdienste – vor allem bei der Beseitigung der verheerenden Verwüstungen der Hochwässer von 1910 und 1912 – wurde er 1914 mit dem Goldenen Verdienstkreuz mit der Krone ausgezeichnet.  Am 18. September 1911 heiratete Josef Henrich Eugenie Schmid (1882–1974), die Tochter des Gastwirts der Gaststätte „Zur Krone“ in Brenden (Gemeinde Doren im Bregenzerwald). Aus der Ehe gingen der Sohn Wilfried (1912–1943, Leiter eines Laboratoriums für Nachrichtentechnik in Wien) und die Tochter Irmgard (1918–2009), hervor.
Nach Ausbruch des Ersten Weltkrieges wurden Josef Henrich zur Fortführung der Wildbachverbauungen als Ersatz für die zum Kriegsdienst eingezogenen einheimischen Arbeiter 200 russische Kriegsgefangene zugeteilt, um deren Unterbringung und Verpflegung er und seine Frau bemüht waren. Zum Dank für ihre gute Behandlung fertigten die Gefangenen für Henrich einen Schreibtisch, für seine Frau diverse Ziergegenstände und für den 1912 geborenen Sohn Wilfried Spielzeug, unter anderem eine Kinder-Werkbank, welche sich jetzt im Vorarlberger Landesmuseum in Bregenz befindet, und ein hölzernes Karussell an.
Nach dem Ende der Österreichisch-Ungarischen Monarchie wurden 1920 für das Bundesland Vorarlberg eine selbständige Sektion für Wildbach- und Lawinenverbauung und eine eigene Landesforstinspektion, beide mit dem Sitz in Bregenz, errichtet, wobei in den Wirkungskreis der Forstinspektion auch die Jagd und Fischerei fielen. Mit der Leitung dieser beiden Behörden wurde Josef Henrich, mittlerweile zum Forstrat befördert, betraut. Es folgten seine Ernennungen zum Oberforstrat (1920) und zum Hofrat (1923) und seine Auszeichnung mit dem Großen Ehrenzeichen für Verdienste um die Republik Österreich. Die Tätigkeit Josef Henrichs auf dem Gebiet der Wildbach- und Lawinenverbauung erstreckte sich auf insgesamt 79 Wildbäche im ganzen Land. Zu seinen bedeutendsten Leistungen zählen die damals im gesamten Alpenraum einzigartige, auch international weit über Europa hinaus berühmt gewordene Verbauung des Schesatobels im Gemeindegebiet Bürserberg (Bezirk Bludenz) und umfangreiche Verbauungen in Vandans im Montafon (ebenfalls Bezirk Bludenz). Die Gemeinde Vandans verlieh Josef Henrich in Anerkennung dieser Verdienste die Ehrenbürgerschaft und benannte eine Straße nach ihm.
Grundsätzlich war Henrich darauf gedacht, das durch notwendige Verbauungen gestörte geologische Gleichgewicht durch sorgfältige Bebuschung und Aufforstung der Bruchflächen wiederherzustellen. Auch ein Hochwasser-Meldedienst entsprang seiner Initiative.
Als Landesforstinspektor war Josef Henrichs Hauptaugenmerk auf die sorgfältige Auswahl und Ausbildung der Forstschutzorgane gerichtet, wozu er regelmäßige, jeweils viermonatige Waldaufseherkurse ins Leben rief, welche er persönlich leitete. Henrich war auch der Verfasser des Vorarlberger Waldaufsichtsgesetzes von 1921. Zum Zwecke der von Henrich betriebenen Aufforstungen bzw. Wiederbewaldungen legte er Forstgärten und Pflanzschulen in Brunnenfeld bei Bludenz, Altenstadt, Bartholomäberg, Laterns, Hochkrumbach, Au und Hittisau an und begründete 1929 einen Lehr- und Versuchsforst in Lochau.
Josef Henrich kümmerte sich auch um die Wiederbewaldung des Gebietes von Hochkrumbach auf dem Sattel zwischen dem Lechtal und dem Bregenzerwald (und damit an der Wasserscheide zwischen Donau und Rhein), welches im Laufe der Jahrhunderte vollständig entwaldet worden war, so dass 1856 die letzten Bauern den Ort hatten aufgeben müssen. Im Jahr 1921 begann Josef Henrich mit der Wiederaufforstung, hauptsächlich mit Zirben und Legföhren. Gleichzeitig setzte er sich auch mit eigenen Mitteln für die Wiederinstandsetzung der verfallenen Kirche ein, die im Herbst 1932 neu eingeweiht werden konnte. Bei seinem letzten Besuch in Hochkrumbach im Herbst 1942 konnte sich Henrich vom Erfolg der Aufforstung überzeugen.

### Jagd, Jagdgesetze und -ausbildung
Schon während seiner Gymnasialzeit in Kaaden wurde Josef Henrich von einem alten Jäger auf Pirschgänge mitgenommen und in den Jagdbetrieb und dessen Gebräuche und Traditionen eingeführt. Seither ließ ihn die Jägerei nicht mehr los, wobei er sich zeitlebens als „Heger“ verstand. Das Vorarlberger Jagdgesetz von 1933 und dessen Durchführungsverordnungen waren seine Werke. Er war Gründungsmitglied des Vorarlberger Jagdschutzvereins und von 1935 bis 1937 dessen Vorsitzender. 1935/36 bekleidete Josef Henrich das Amt des Vorarlberger Landesjägermeisters.

### Weiteres Leben, Zwangsruhestand unter Hitler und Tod
Henrich war ein musik- und kunstliebender Mensch. Er und seine Frau waren befreundet mit dem Höchster Maler Franz Reiter (1875–1918), dem Dornbirner Altmeister Alfons Luger (1869–1945), der Innsbrucker Malerin und Zeichnerin Martha Strele (1889–1984), einer Tochter des damaligen Chefs der Wildbach- und Lawinenverbauung Tirol, Hofrat Georg Strele (1861–1950) und mit dem aus Au-Rehmen (Bregenzerwald) stammenden Bildhauer Kaspar Albrecht (1889–1970). Zahlreiche Werke dieser vier Künstler, wie auch Gemälde von Fritz Krcal (1888–1983) und Josef Berchtold (1870–1917) befinden sich im Familienbesitz. Alfons Luger, Georg Strele und der Zürcher Bankier und Jagdpächter Albert Hofmann waren Henrichs engste Freunde. Nach dem „Anschluss Österreichs“ im März 1938 wurde Josef Henrich im März 1939 zwangsweise in den Ruhestand versetzt, was ihn verbitterte und auch an der Gesundheit schädigte. Josef Henrich war zwar deutschnational gesinnt, war aber nicht Nationalsozialist, ebenso wie er religiös, aber nicht klerikal war. Josef Henrich starb in seinem Haus in Bregenz, Riedergasse 16, am 17. Mai 1943. Sein von Kaspar Albrecht geschaffenes Grabmal steht auf dem städtischen Friedhof an der Blumenstraße in Bregenz.

## Werke
Schon 1920 erschienen seine „Gedanken zur Erhaltung von Wald und Wild“ und sein „Kurzes Jagdbrevier“, ein kleines Lehrbuch „für den Vorarlberger Waldaufseherkurs, für die Forst- und Jagdprüfungen, sowie für Jäger und Jagd-freunde“ (1924 in 2. Auflage). Daneben betrieb er über Jahrzehnte hinweg umfangreiche Studien über das „Weidkorn“, die Magensteine des Auer- und Birkwildes, anhand derer er die Wanderungen dieses Federwildes erforschte und 1928 in der Zeitschrift „Der Deutsche Jäger“ publizierte, und vererbungswissenschaftliche Untersuchungen der Geweihbildung beim Rotwild. Bedeutend ist auch Josef Henrich's geographisch-geschichtlich-technische Abhandlung über „Die gedeckten Holzbrücken in Vorarlberg“, welche 77 Brückenbauwerke beschreibt (Manuskript 1930/1940; teilweise abgedruckt im Jahrbuch 1953 des Vorarlberger Landesmuseumsvereins).
Neben einem halben Hundert, an den verschiedensten Orten erschienener fachwissenschaftlicher Aufsätze war Josef Henrich auch literarisch höchst produktiv. Im Nachlass fanden sich die Manuskripte zu den ungedruckten Romanen „Wenn der Wald gestorben ist“, „Wo kein Wald mehr grünt“, und „Der Dorfpatriarch“ (ein Genossenschaftsroman aus dem Bregenzerwald), zu den drei umfangreicheren Schriften „Jäger, Männer und Menschen“, „Wilderer“ und „Aus des Erbförsters Tagebuch“ sowie zu zahlreichen kleineren Abhandlungen und Erzählungen und ein frühes Gedichtheft aus dem Jahr 1899. Die Romane „Wenn der Wald stirbt“, „Wenn der Wald gestorben ist“ und „Wo kein Wald mehr grünt“ bilden seine die Zeit von 1682 bis 1856 umspannende „Hochkrumbach-Trilogie“. Den Endpunkt seines Schaffens stellt der unvollendete, im Jahre 1891 im Erzgebirge handelnde autobiographische Roman „Wenn der Wald spricht“ (1942/43) dar; Josef Henrich ist also an dem von ihm vorausgeahnten Ende seines Lebens wieder zu seinen geographischen Wurzeln zurückgekehrt. An gedruckten Werken liegen vor:
- die Tagebuch-Skizzen „Liebesgaben“ (1913)
- Gedanken zur Erhaltung von Wald und Wild: Skizzen aus meinem Tagebuch, Teutsch, 1920
- „Waldbilder und Tierstudien“ (1921)
- Das Forst- und Jagdschutzorgan in Vorarlberg: Die Rechte und Pflichten desselben nebst einer Sammlung der Gesetze und Verordnungen, J. N. Teutsch, 1923
- Männer: Tagesbucherinnergen, Vorarlberger Verlagsanstalt, 1924
- Kurzes Jagdbrevier für den Vorarlberger Waldaufseherkurs, für die Forst- und Jagdschutzprüfungen, sowie für Jäger und Jagdfreunde 2. Auflage J. N. Teutsch, 1924
- Das Vogelschutzgesetz für das Land Vorarlberg [Gesetz vom 15. Jänner 1909, wirksam für das Land Vorarlberg, betreffend den Schutz der für die Bodenkultur nützlichen Vögel]: Mit einer Anleitung zur Ausübung des Schutzes der heimischen Vogelwelt nach Berlepsch (nach 1924)
- Vater unser: Skizzen u. Betrachtgn aus meinem Tagebuch Vorarlberger Verlagsanstalt, 1926
- Engelberg Maier: Bilder aus dem Leben eines Waldläufers; Nach d. Tagebuchskizzen des Landesforstinspektors Hofrat Henrich, J. N. Teutsch, 1929
- Vorträge des Landesinspektors Hofrat Ing. Josef Henrich, gehalten am 8. Oktober 1932 in Feldkirch aus Anlass der Kultur- u. Wirtschaftsausstellung: „Das Tier im Leben des Menschen“. Vorarlberger Landesjagdschutzverein, 1932
- die Bregenzerwald-Romane
  - Wenn der Wald stirbt (1940, 2. Auflage F.C. Mayer 1941)
  - Wenn der Wald blüht: Roman aus dem Leben eines Waldläufers, F.C. Mayer, 1942